# Dinnyés-Kajtori-csatorna
Dinnyés-Kajtori-csatorna är en kanal i Ungern. Den ligger i provinsen Fejér, i den västra delen av landet, 50 km sydväst om huvudstaden Budapest.